# Ліпове-Поле-Плебанське
Ліпове-Поле-Плебанське (пол. Lipowe Pole Plebańskie) — село в Польщі, у гміні Скаржисько-Косьцельне Скаржиського повіту Свентокшиського воєводства.
Населення — 446 осіб (2011).
У 1975-1998 роках село належало до Келецького воєводства.

## Демографія
Демографічна структура на день 31 березня 2011 року:
|          | Загалом | Допрацездатний вік | Працездатний вік | Постпрацездатний вік |
| -------- | ------- | ------------------ | ---------------- | -------------------- |
| Чоловіки | 230     | 46                 | 150              | 34                   |
| Жінки    | 216     | 31                 | 120              | 65                   |
| Разом    | 446     | 77                 | 270              | 99                   |